# 多尔努姆
多尔努姆是德国下萨克森州的一个市镇。总面积76.78平方公里，总人口4748人，其中男性2277人，女性2471人（2011年12月31日），人口密度62人/平方公里。